# 劉恩至
劉恩至（16世紀—16世紀），字承甫，號東掖，浙江台州府臨海縣人，明朝軍事人物。

## 生平
劉恩至是嘉靖二十六年（1547年）的武進士，三十二年（1553年）擔任把總，當時海盜汪直作亂，佔據金塘烈港，浙江巡撫王忬向參將俞大猷授計縱火燒對方軍營，汪直逃走，自稱徽王，號召其他海盜，分派蕭顯等人屯駐崇明，他與張四維、鄧城設伏在長堡沈家門。同年八月，雙方在普陀山洛伽臨江海上交戰，明軍大勝，海盜棄舟登山，俞大猷率領鄧城、火斌、黎俊民等分道攻擊，他就領兵居後方四面圍剿，大勝後依舊環守，十天後賊人才獲救遁去。
嘉靖三十三年（1554年）十月，朝廷命領浙江都司僉書署都指揮僉事劉恩至為金山等處備倭官，兼捕鹽徒盜賊，不久論及普陀山斬獲倭寇功勞而得到賞賜；他遇上賊人總是身先士卒，沒有戰事就飲酒賦詩，有儒將風範，三十四年（1555年）官至分守浙江嘉湖等處參將。

## 引用
1. 1 2  民國《臨海縣志·卷二十·人物》：劉恩至，字承甫，號東掖，嘉靖二十六年丁未武進士，授定海把總。王直亂海上，號召群倭，自稱徽王，分遣賊蕭顯等屯崇明，恩至與張四維、鄧城等設伏長堡沈家門以待。八月，遇於普陀洛伽之臨江海洋，連戰勝賊，賊舍舟登山，大猷率鄧城、火斌、黎俊民等分道躡賊，恩至統兵居後，嶴四面俱進，大勝仍環守之，浹旬賊他救至始遁去。恩至遇賊，身先士卒，罷戰則命酒賦詩，有儒將風，累官至參將。 見《定海縣志》
2. ↑  《明世宗肅皇帝實錄·卷四百十五》：（嘉靖三十三年十月乙未）命浙江都司僉書署都指揮僉事劉恩至充金山等處備倭官兼捕鹽徒盜賊。
3. ↑  《明世宗肅皇帝實錄·卷四百十六》：（嘉靖三十三年十一月庚申）覆論三十二年普陀山斬獲倭寇功，給賞浙江都指揮劉恩至及福建泉州衛百戶鄧城等有差。
4. ↑  《明世宗肅皇帝實錄·卷四百二十二》：（嘉靖三十四年五月庚戌）陞金山縂督備倭署都指揮僉事劉恩至充分守浙江嘉湖等處參將，而以指揮僉事婁宇為署指揮僉事代恩至。
5. ↑  《台州外書·卷三》：劉恩至，號東掖，臨海人，嘉靖丁未武進士，三十二年充把總。王直亂海上，舟據金塘之烈港，都御史王忬授計於參將俞大猷縱火燒其營，直遁去。時有依王直者攻松門勿克，移舟至舟山岑港，而直巢已破，追殺之無遺。直走據薩摩洲，號召羣倭，自稱徽王，分遣賊蕭顯等屯崇明，恩至與張四維、鄧城等設伏長堡沈家門以待。八月，遇於普陀洛伽之臨江海洋，與賊連戰勝，賊舍舟登山，大猷率鄧城、火斌、黎俊民等分道躡賊，恩至統兵居後，嶴四面俱進，大勝仍環守之，浹旬賊他救至始遁去。恩至遇賊，身先士卒，罷戰則命酒賦詩，有儒將風，累官至參將。 見《定海縣志》